# Major League Baseball
Major League Baseball (MLB) är den organisation som har det övergripande ansvaret för den högsta nivån inom professionell baseboll, så kallade major leagues, i Nordamerika. Nivån under, farmarligorna, så kallade minor leagues, är organiserad i Minor League Baseball (MiLB).
MLB grundades den 2 februari 1876 i och med grundandet av National League (NL). En annan viktig milstolpe inträffade 1903 då det blev "fred" mellan den gamla ligan, NL, och uppkomlingsligan American League (AL), grundad 1901. MLB styrs av Major League Baseball Constitution, ett avtal som har genomgått ett flertal förändringar sedan 1876.
MLB har en säregen ställning över den professionella basebollen i Nordamerika. Detta beror på ett utslag i USA:s högsta domstol 1922, vilket förkunnade att basebollen inte lyder under de amerikanska konkurrenslagarna. Högsta chef för MLB är en så kallad basebollkommissarie (commissioner), och den nuvarande heter Rob Manfred. MLB sköter numera alla tv-avtal, spelaravtal, spelprogram och pr och utser även domare till exempel. MLB är även involverad i National Baseball Hall of Fame, som drivs av en stiftelse, och landslagsturneringen World Baseball Classic.
Den totala publiksiffran i MLB 2024 var 71 348 366 åskådare, vilket innebar ett snitt på 29 568 åskådare per match.
Spelarna i MLB kommer numera från många olika länder och över en fjärdedel är födda utanför USA. Flest kommer från Dominikanska republiken och Venezuela.

## Organisation
MLB består av två ligor, National League (NL) och American League (AL), med sammanlagt 30 klubbar, varav 15 i NL och 15 i AL. 29 av klubbarna ligger i USA och en i Kanada. Båda ligorna är uppdelade i tre divisioner, East, Central och West Division, som alla består av fem klubbar vardera. Den senaste förändringen skedde 2013, då Houston Astros flyttades från NL till AL.
De båda ligornas mästare möts i World Series för att kora den bästa klubben inom den professionella basebollen. Slutsegrarna kallas ofta World Champions. Första World Series spelades 1903, med Boston Americans som segrare. Två gånger har World Series ställts in, 1904 då NL-klubben New York Giants vägrade ställa upp och 1994 då det var strejk. Flest titlar har New York Yankees med 27 segrar.

## Spelformat

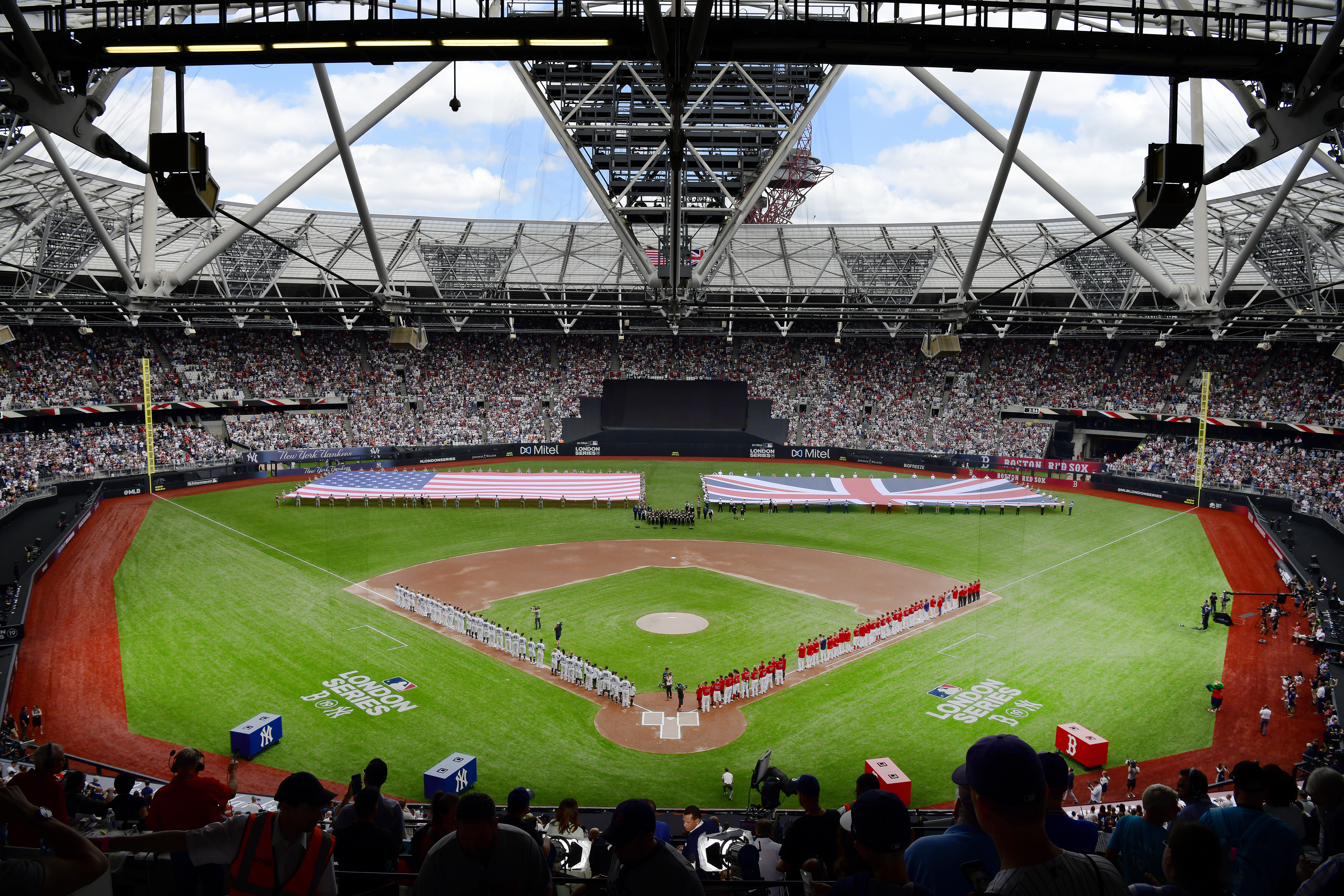
Ceremoni inför en MLB-match i London 2019.

Under säsongen spelar varje klubb 162 matcher i grundserien, som vanligtvis inleds i slutet av mars eller början av april och avslutas i slutet av september eller början av oktober. Före utökningarna av antalet klubbar 1961 (AL) och 1962 (NL) spelade klubbarna 154 matcher under grundserien, men ännu längre tillbaka i tiden var det betydligt färre. Undantag har inträffat 1918 (första världskriget), under strejk- och lockout-oroligheterna 1972, 1981, 1994 och 1995 samt 2020 i samband med covid-19-pandemin.
Sedan 2023 ser spelschemat ut så att varje klubb spelar 52 matcher mot de andra fyra klubbarna i samma division (13 matcher mot vardera klubben), 64 matcher mot de övriga tio klubbarna i samma liga och 46 matcher mot de 15 klubbarna i den andra ligan (interleague games). Varje klubb spelar åtminstone en matchserie mot alla de andra 29 klubbarna i MLB.
Efter grundserien följer slutspelet som mynnar ut i World Series i månadsskiftet oktober-november. Sedan 2022 går tolv klubbar till slutspel: de sex divisionssegrarna och de tre bästa övriga klubbarna i respektive liga (wild cards).
Försäsongsträningen inklusive träningsmatcher, så kallad spring training, bedriver klubbarna under februari och mars i Florida eller Arizona där varje klubb har sin egen träningsanläggning.
Med början 1996 har MLB-klubbar vid flera tillfällen spelat grundseriematcher i andra länder än USA och Kanada i syfte att öka intresset för baseboll och MLB i det aktuella landet. Första gången var det i Mexiko och därefter har sådana matcher spelats i Japan, Puerto Rico, Australien, Storbritannien och Sydkorea.

## Nuvarande klubbar
| Liga            | Division | Klubb                 | Stad            | Delstat/Distrikt/ Provins | Land   | Hemmaarena                  | Kapacitet | Första säsong |
| --------------- | -------- | --------------------- | --------------- | ------------------------- | ------ | --------------------------- | --------- | ------------- |
| National League | East     | Atlanta Braves        | Atlanta         | Georgia                   | USA    | Truist Park                 | 41 084    | 1876          |
| National League | East     | Miami Marlins         | Miami           | Florida                   | USA    | Loandepot Park              | 37 442    | 1993          |
| National League | East     | New York Mets         | New York        | New York                  | USA    | Citi Field                  | 41 922    | 1962          |
| National League | East     | Philadelphia Phillies | Philadelphia    | Pennsylvania              | USA    | Citizens Bank Park          | 42 901    | 1883          |
| National League | East     | Washington Nationals  | Washington      | District of Columbia      | USA    | Nationals Park              | 41 373    | 1969          |
| National League | Central  | Chicago Cubs          | Chicago         | Illinois                  | USA    | Wrigley Field               | 41 649    | 1876          |
| National League | Central  | Cincinnati Reds       | Cincinnati      | Ohio                      | USA    | Great American Ball Park    | 45 814    | 1882          |
| National League | Central  | Milwaukee Brewers     | Milwaukee       | Wisconsin                 | USA    | American Family Field       | 41 900    | 1969          |
| National League | Central  | Pittsburgh Pirates    | Pittsburgh      | Pennsylvania              | USA    | PNC Park                    | 38 747    | 1882          |
| National League | Central  | St. Louis Cardinals   | St. Louis       | Missouri                  | USA    | Busch Stadium               | 44 383    | 1882          |
| National League | West     | Arizona Diamondbacks  | Phoenix         | Arizona                   | USA    | Chase Field                 | 48 330    | 1998          |
| National League | West     | Colorado Rockies      | Denver          | Colorado                  | USA    | Coors Field                 | 46 897    | 1993          |
| National League | West     | Los Angeles Dodgers   | Los Angeles     | Kalifornien               | USA    | Dodger Stadium              | 56 000    | 1884          |
| National League | West     | San Diego Padres      | San Diego       | Kalifornien               | USA    | Petco Park                  | 39 860    | 1969          |
| National League | West     | San Francisco Giants  | San Francisco   | Kalifornien               | USA    | Oracle Park                 | 41 331    | 1883          |
| American League | East     | Baltimore Orioles     | Baltimore       | Maryland                  | USA    | Oriole Park at Camden Yards | 44 487    | 1901          |
| American League | East     | Boston Red Sox        | Boston          | Massachusetts             | USA    | Fenway Park                 | 37 755    | 1901          |
| American League | East     | New York Yankees      | New York        | New York                  | USA    | Yankee Stadium              | 46 537    | 1903          |
| American League | East     | Tampa Bay Rays        | St. Petersburg  | Florida                   | USA    | Tropicana Field             | 42 735    | 1998          |
| American League | East     | Toronto Blue Jays     | Toronto         | Ontario                   | Kanada | Rogers Centre               | 39 150    | 1977          |
| American League | Central  | Chicago White Sox     | Chicago         | Illinois                  | USA    | Rate Field                  | 40 615    | 1901          |
| American League | Central  | Cleveland Guardians   | Cleveland       | Ohio                      | USA    | Progressive Field           | 34 631    | 1901          |
| American League | Central  | Detroit Tigers        | Detroit         | Michigan                  | USA    | Comerica Park               | 41 083    | 1901          |
| American League | Central  | Kansas City Royals    | Kansas City     | Missouri                  | USA    | Kauffman Stadium            | 37 903    | 1969          |
| American League | Central  | Minnesota Twins       | Minneapolis     | Minnesota                 | USA    | Target Field                | 38 544    | 1901          |
| American League | West     | Athletics             | West Sacramento | Kalifornien               | USA    | Sutter Health Park          | 14 014    | 1901          |
| American League | West     | Houston Astros        | Houston         | Texas                     | USA    | Daikin Park                 | 41 168    | 1962          |
| American League | West     | Los Angeles Angels    | Anaheim         | Kalifornien               | USA    | Angel Stadium               | 45 517    | 1961          |
| American League | West     | Seattle Mariners      | Seattle         | Washington                | USA    | T-Mobile Park               | 47 929    | 1977          |
| American League | West     | Texas Rangers         | Arlington       | Texas                     | USA    | Globe Life Field            | 40 518    | 1961          |

1. 1 2  Tampa Bay Rays spelar 2025 tillfälligt i George M. Steinbrenner Field i Tampa på grund av omfattande skador på Tropicana Field efter orkanen Milton[18]

## Draft
I juli håller MLB en amatördraft där klubbarna väljer bland unga spelare i USA och Kanada som de får rättigheterna till. Det är främst spelare från college eller high school som draftas. På grund av den unga åldern spelarna har får klubbarna själva ta hand om utvecklingen av spelarna. Det är mycket sällan en spelare som draftas går in i moderklubben direkt, utan först väntar oftast flera säsonger i olika farmarklubbar.
En tillkommande draft hålls i december för spelare som efter fyra eller fem år som draftade inte representerar en klubb i MLB, den så kallade Rule 5 draft, då klubbarna under vissa förutsättningar får plocka spelare som andra klubbar innehar rättigheterna till.

## Farmarklubbar

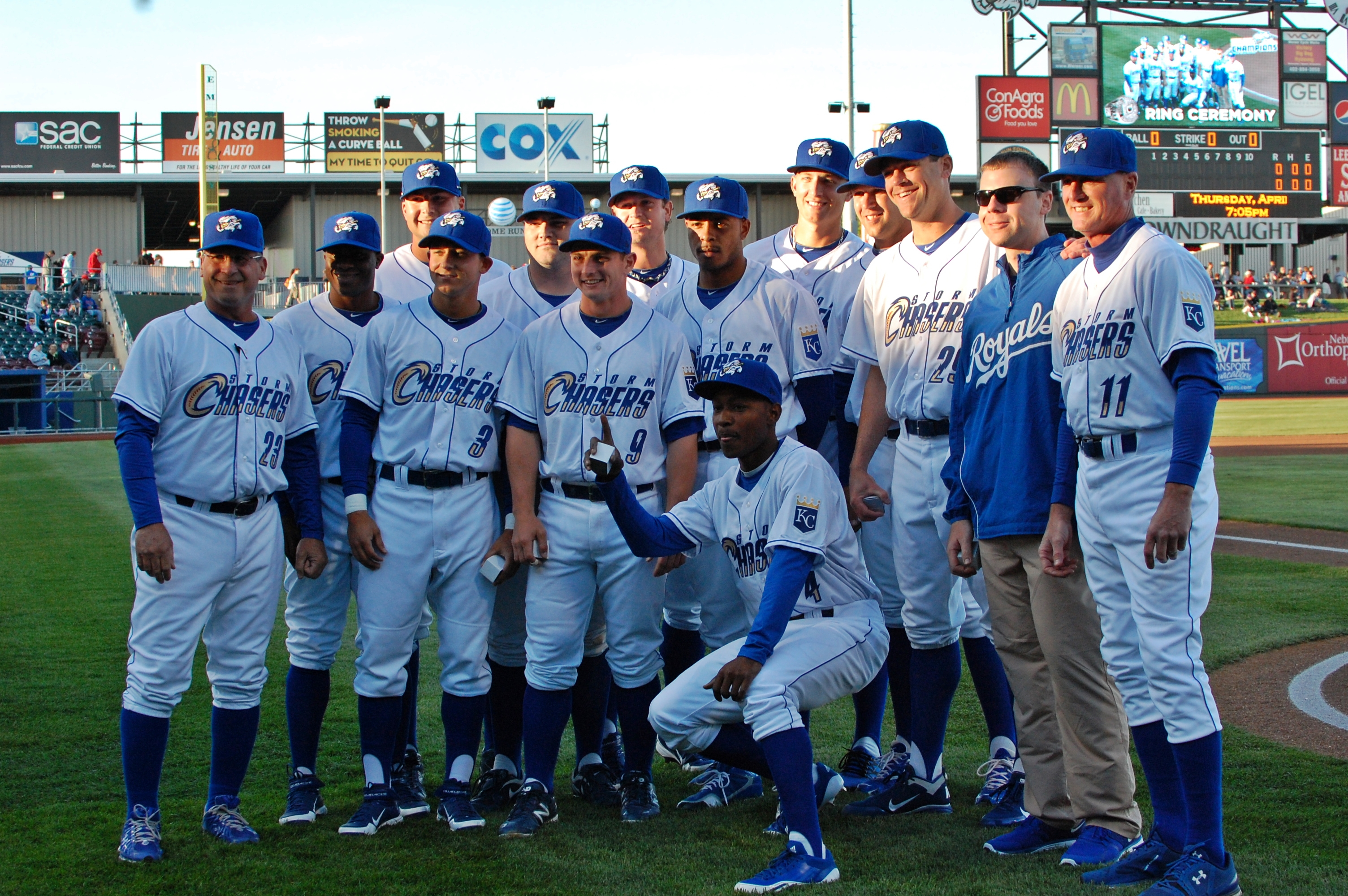
Spelare i farmarklubben Omaha Storm Chasers.

Alla MLB-klubbar har en stor organisation för att utveckla och få fram nya spelare, i form av ett flertal farmarklubbar uppdelade på fem olika nivåer inom Minor League Baseball (MiLB). De olika nivåerna är Triple-A (även skrivet AAA), Double-A (AA), High-A (A+), Single-A (A) och Rookie. Varje MLB-klubb har numera en farmarklubb på varje nivå på de fyra högsta nivåerna. Triple-A är uppdelad i två ligor (International League och Pacific Coast League), Double-A är uppdelad i tre ligor (Eastern League, Southern League och Texas League), High-A är uppdelad i tre ligor (South Atlantic League, Midwest League och Northwest League), Single-A är uppdelad i tre ligor (Carolina League, Florida State League och California League) och Rookie är uppdelad i tre ligor (Florida Complex League, Arizona Complex League och Dominican Summer League).
För att utveckla sig ytterligare deltar många spelare även i så kallade winter leagues, med vilket avses professionella ligor som är igång under vinterhalvåret när MLB har uppehåll. Dessa ligor finns i vissa karibiska och centralamerikanska länder såsom Dominikanska republiken, Mexiko, Puerto Rico, Venezuela och Panama samt i Australien. Även storstjärnor med karibiskt eller centralamerikanskt ursprung kan delta i dessa ligor. I början av februari varje år spelas Caribbean Series (spanska: Serie del Caribe), en turnering mellan vinnarna av några av de karibiska och centralamerikanska ligorna.
Det finns även en fall league, Arizona Fall League, som är igång under september och oktober.

## All star-match

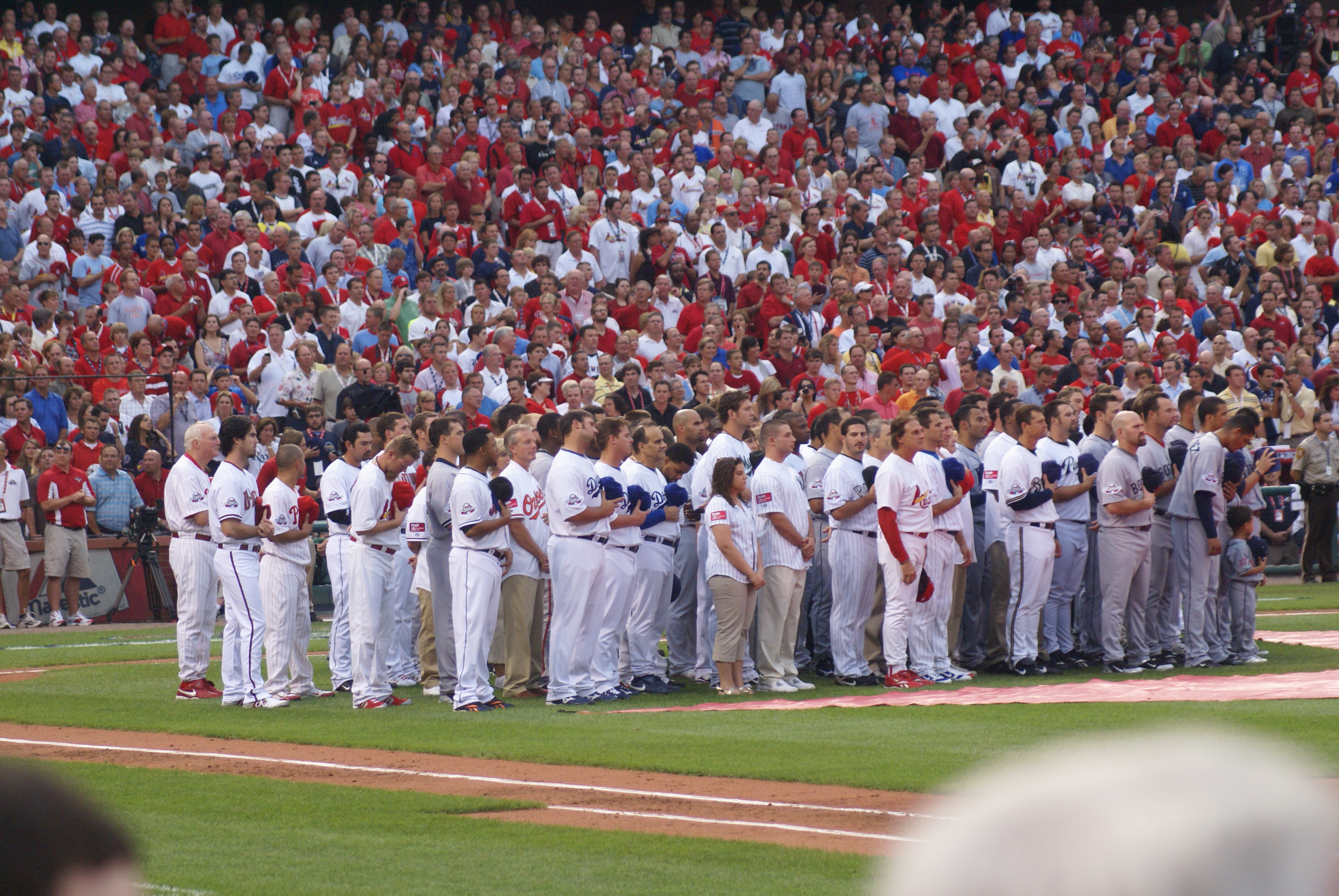
Spelare och tränare uppställda inför Major League Baseballs all star-match 2009.

I mitten av säsongen, i juli, spelas den årliga all star-matchen mellan de bästa spelarna från NL och de bästa spelarna från AL. Den första som spelades var 1933 i Chicago, då som en del i världsutställningen som pågick där. 1945 ställdes arrangemanget in på grund av reserestriktioner under andra världskriget. 1959–1962 spelades det till och med två all star-matcher per år. 2003–2016 hade matchen större betydelse, eftersom den klubb i World Series som kom från den vinnande ligan i all star-matchen fick fördel av hemmaplan i en eventuell sjunde och avgörande match i World Series. Systemet infördes under parollen This time it counts. Denna regel avskaffades efter World Series 2016, och sedan dess får den klubb i World Series hemmaplansfördel som hade det bästa resultatet i grundserien. 2020 ställdes matchen in på grund av covid-19-pandemin.
All star-matcherna har tidigare alternerat vartannat år bland de två ligornas klubbar, även om det förekom undantag. Numera har det svällt ut till en "All-Star Weekend" med olika jippon, bland annat ett "Home Run Derby" där man utser bästa homerun-slagman. Det spelas även en "Futures Game" med lovande unga talanger från farmarligorna, där spelare tillhörande klubbar i NL möter spelare tillhörande klubbar i AL, och en kändismatch i softboll, där kändisar och gamla spelare deltar, under veckan.
Man har numera 32 spelare per lag, varav tolv pitchers. De nio spelare (pitchern borträknad) som får äran att starta matchen väljs av fansen via omröstningar. MLB-spelarna själva utser i egna omröstningar ytterligare 17 spelare i varje lag – åtta pitchers och nio reserver till de startande spelare som utsetts av fansen, en på varje position. Slutligen utser kommissarien och hans medarbetare de sista sex spelarna i varje lag, varav fyra pitchers. Alla 30 klubbar i MLB måste ha minst en spelare i all star-matchen. De som ska vara tränare i all star-matchen bestämmer vilken pitcher som ska starta matchen för respektive lag.
Fram till och med 2024 har det spelats 94 all star-matcher. Det är nästan helt jämnt; AL har vunnit 48 gånger och NL har vunnit 44 gånger. Två matcher har slutat oavgjort (en avbröts på grund av regn och den andra avbröts när det inte fanns tillräckligt med spelare kvar för att fortsätta matchen). AL har dominerat på senare år och har vunnit 22 av de senaste 27 matcherna.

## Statistik

### Rekord
Samtliga rekord avser enbart grundserien.

#### Slagmän

##### Totalt

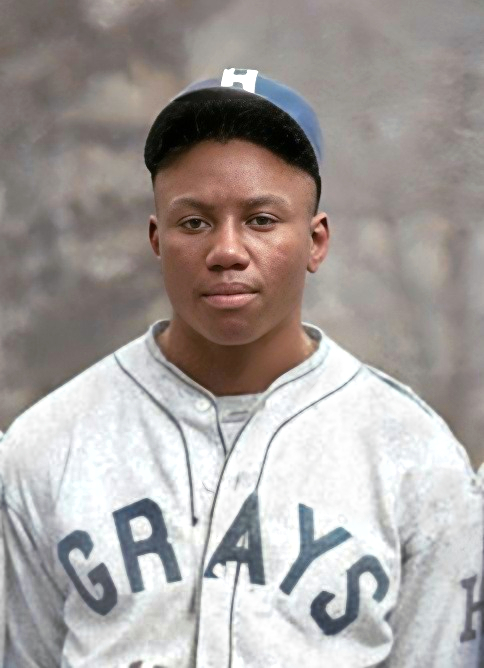
Josh Gibson (fotot är färglagt i efterhand).

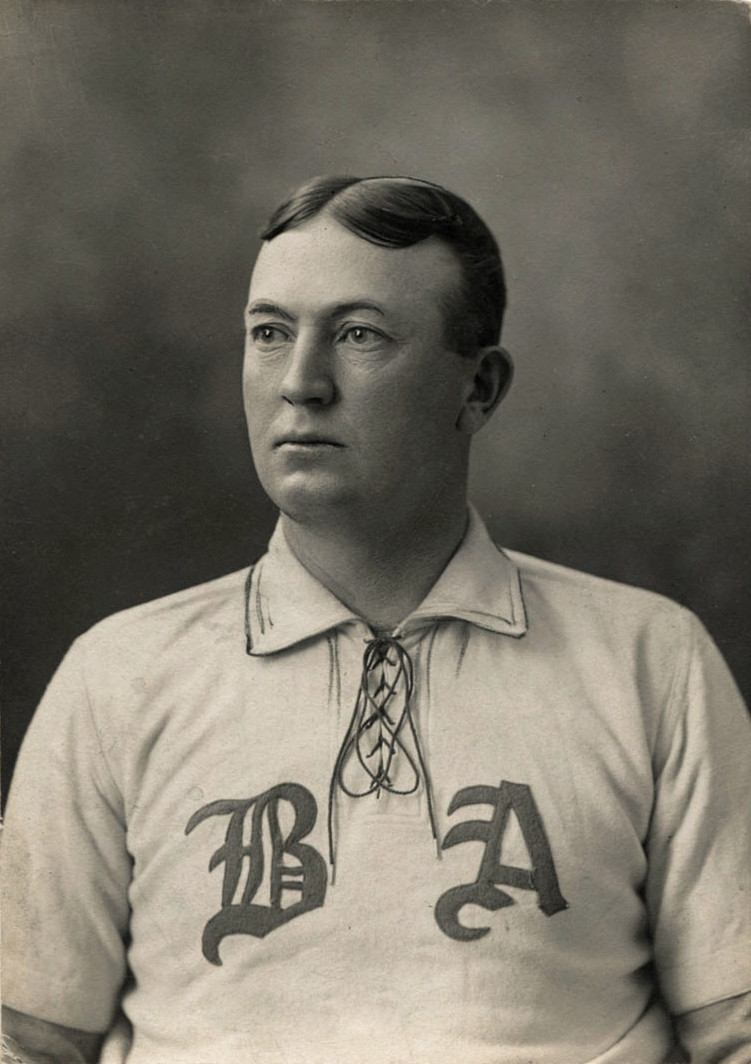
Cy Young.

| Kategori | Rekord | Slagman          |
| -------- | ------ | ---------------- |
| M        | 3 562  | Pete Rose        |
| PA       | 15 878 | Pete Rose        |
| AB       | 14 053 | Pete Rose        |
| R        | 2 295  | Rickey Henderson |
| H        | 4 256  | Pete Rose        |
| XBH      | 1 477  | Hank Aaron       |
| TB       | 6 856  | Hank Aaron       |
| 2B       | 792    | Tris Speaker     |
| 3B       | 309    | Sam Crawford     |
| HR       | 762    | Barry Bonds      |
| RBI      | 2 297  | Hank Aaron       |
| BB       | 2 558  | Barry Bonds      |
| IBB      | 688    | Barry Bonds      |
| SO       | 2 597  | Reggie Jackson   |
| HBP      | 287    | Hughie Jennings  |
| SB       | 1 406  | Rickey Henderson |
| AVG      | 0,371  | Josh Gibson      |
| OBP      | 0,482  | Ted Williams     |
| SLG      | 0,717  | Josh Gibson      |
| OPS      | 1,175  | Josh Gibson      |

1. ↑  15 890 enligt Baseball-Reference.com
2. 1 2 3 4  Minst 5 000 at bats (1 800 at bats för Negro leagues)[42]

##### En säsong

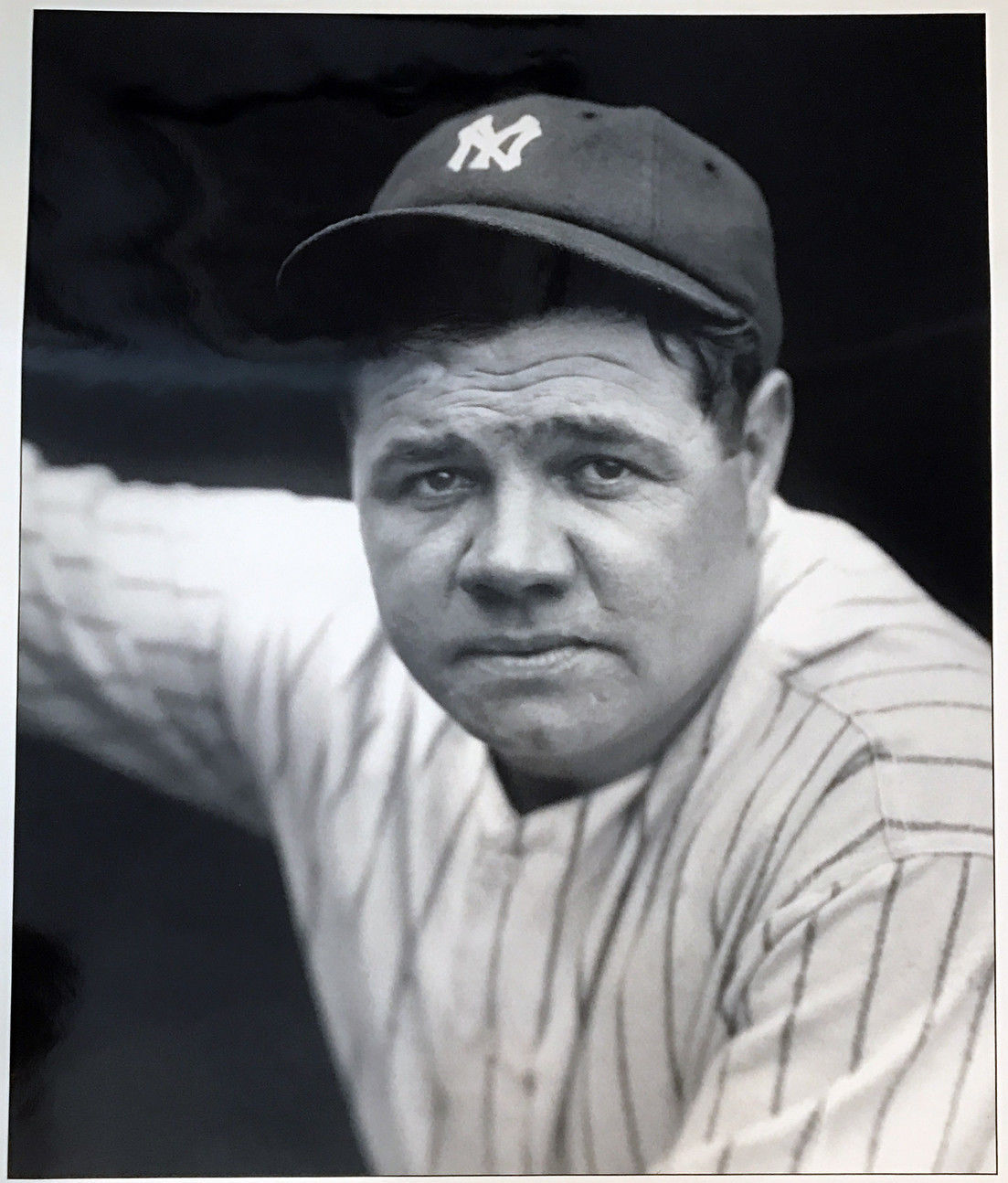
Babe Ruth.

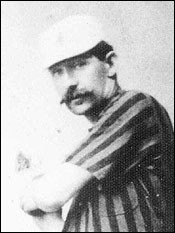
Tim Keefe.

| Kategori | Rekord | Slagman         | Säsong |
| -------- | ------ | --------------- | ------ |
| M        | 165    | Maury Wills     | 1962   |
| PA       | 778    | Jimmy Rollins   | 2007   |
| AB       | 716    | Jimmy Rollins   | 2007   |
| R        | 192    | Billy Hamilton  | 1894   |
| H        | 262    | Ichiro Suzuki   | 2004   |
| XBH      | 119    | Babe Ruth       | 1921   |
| TB       | 457    | Babe Ruth       | 1921   |
| 2B       | 67     | Earl Webb       | 1931   |
| 3B       | 36     | Chief Wilson    | 1912   |
| HR       | 73     | Barry Bonds     | 2001   |
| RBI      | 191    | Hack Wilson     | 1930   |
| BB       | 232    | Barry Bonds     | 2004   |
| IBB      | 120    | Barry Bonds     | 2004   |
| SO       | 223    | Mark Reynolds   | 2009   |
| HBP      | 51     | Hughie Jennings | 1896   |
| SB       | 138    | Hugh Nicol      | 1887   |
| AVG      | 0,466  | Josh Gibson     | 1943   |
| OBP      | 0,609  | Barry Bonds     | 2004   |
| SLG      | 0,974  | Josh Gibson     | 1937   |
| OPS      | 1,474  | Josh Gibson     | 1937   |

1. ↑  198 enligt Baseball-Reference.com
2. 1 2 3 4  Minst 3,1 plate appearances per match på klubbens spelschema (sedan 1957; andra krav gällde dessförinnan)[42][44]

#### Pitchers

##### Totalt
| Kategori | Rekord  | Pitcher        |
| -------- | ------- | -------------- |
| M        | 1 252   | Jesse Orosco   |
| W        | 511     | Cy Young       |
| L        | 316     | Cy Young       |
| ERA      | 1,82    | Ed Walsh       |
| GS       | 815     | Cy Young       |
| CG       | 749     | Cy Young       |
| SHO      | 110     | Walter Johnson |
| SV       | 652     | Mariano Rivera |
| IP       | 7 356,0 | Cy Young       |
| H        | 7 092   | Cy Young       |
| ER       | 2 147   | Cy Young       |
| HR       | 522     | Jamie Moyer    |
| HB       | 277     | Gus Weyhing    |
| WP       | 343     | Tony Mullane   |
| BB       | 2 795   | Nolan Ryan     |
| SO       | 5 714   | Nolan Ryan     |
| WHIP     | 0,97    | Addie Joss     |

1. ↑  315 enligt Baseball-Reference.com
2. 1 2  Minst 2 000 innings pitched (600 innings pitched för Negro leagues)[42]

##### En säsong
| Kategori | Rekord | Pitcher                    | Säsong |
| -------- | ------ | -------------------------- | ------ |
| M        | 106    | Mike Marshall              | 1974   |
| W        | 59     | Old Hoss Radbourn          | 1884   |
| L        | 48     | John Coleman               | 1883   |
| ERA      | 0,86   | Tim Keefe                  | 1880   |
| GS       | 75     | Pud Galvin                 | 1883   |
| GS       | 75     | Will White                 | 1879   |
| CG       | 75     | Will White                 | 1879   |
| SHO      | 16     | Grover Cleveland Alexander | 1916   |
| SHO      | 16     | George Bradley             | 1876   |
| SV       | 62     | Francisco Rodríguez        | 2008   |
| IP       | 680,0  | Will White                 | 1879   |
| H        | 772    | John Coleman               | 1883   |
| ER       | 291    | John Coleman               | 1883   |
| HR       | 50     | Bert Blyleven              | 1986   |
| HB       | 54     | Phil Knell                 | 1891   |
| WP       | 83     | Mark Baldwin               | 1889   |
| BB       | 289    | Amos Rusie                 | 1890   |
| SO       | 513    | Matt Kilroy                | 1886   |
| WHIP     | 0,73   | George Walker              | 1940   |

1. ↑  60 enligt Baseball-Reference.com
2. 1 2  Minst 1,0 innings pitched per match på klubbens spelschema (sedan i vart fall 1951; andra krav gällde eventuellt dessförinnan)[42][44]

### Milstolpar

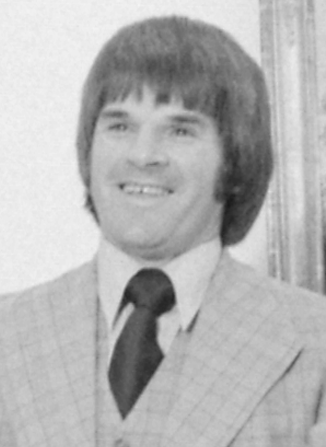
Pete Rose.

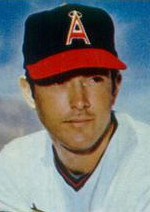
Nolan Ryan.

#### 500 homeruns
28 spelare har slagit minst 500 homeruns i grundserien under karriären. Senast var Miguel Cabrera den 22 augusti 2021. Barry Bonds ligger etta genom tiderna med 762, Hank Aaron ligger tvåa med 755 och Babe Ruth ligger trea med 714.

#### 3 000 hits
33 spelare har slagit minst 3 000 hits i grundserien under karriären. Senast var Miguel Cabrera den 23 april 2022. Pete Rose ligger etta genom tiderna med 4 256, Ty Cobb ligger tvåa med 4 191 (4 189 enligt Baseball-Reference.com) och Hank Aaron ligger trea med 3 771.

#### 300 vinster
24 pitchers har vunnit minst 300 matcher i grundserien under karriären. Senast var Randy Johnson den 4 juni 2009. Cy Young ligger etta genom tiderna med 511, Walter Johnson ligger tvåa med 417 och Grover Cleveland Alexander och Christy Mathewson ligger delad trea med 373. Dessa fyra pitchers spelade alla i slutet av 1800-talet eller början av 1900-talet, då spelet var annorlunda än i dag. Eftersom startande pitchers byts ut oftare och startar med längre intervall på senare år bedöms det bli svårt att i framtiden nå 300 vinster, och det är inte omöjligt att Randy Johnson blir den sista att nå milstolpen.

#### 3 000 strikeouts
19 pitchers har gjort minst 3 000 strikeouts i grundserien under karriären. Senast var Max Scherzer den 12 september 2021. Nolan Ryan ligger etta genom tiderna med 5 714, Randy Johnson ligger tvåa med 4 875 och Roger Clemens ligger trea med 4 672.

### Perfect games
24 pitchers har kastat en så kallad "perfect game", som innebär att ingen av det andra lagets slagmän når bas, varken genom en hit, en walk, en error eller på något annat sätt. Senast var Domingo Germán den 28 juni 2023.
En perfect game är något av det ovanligaste som kan hända i baseboll. Det kastades till exempel bara tre perfect games i MLB på 1900-talet innan 1956, då Don Larsen kastade en under World Series, vilket är den enda gången en perfect game kastats under MLB:s slutspel. I genomsnitt kastas en perfect game en gång på cirka 10 000 matcher (cirka 240 000 matcher hade till och med 2024 spelats i MLB-historien).

## Utmärkelser

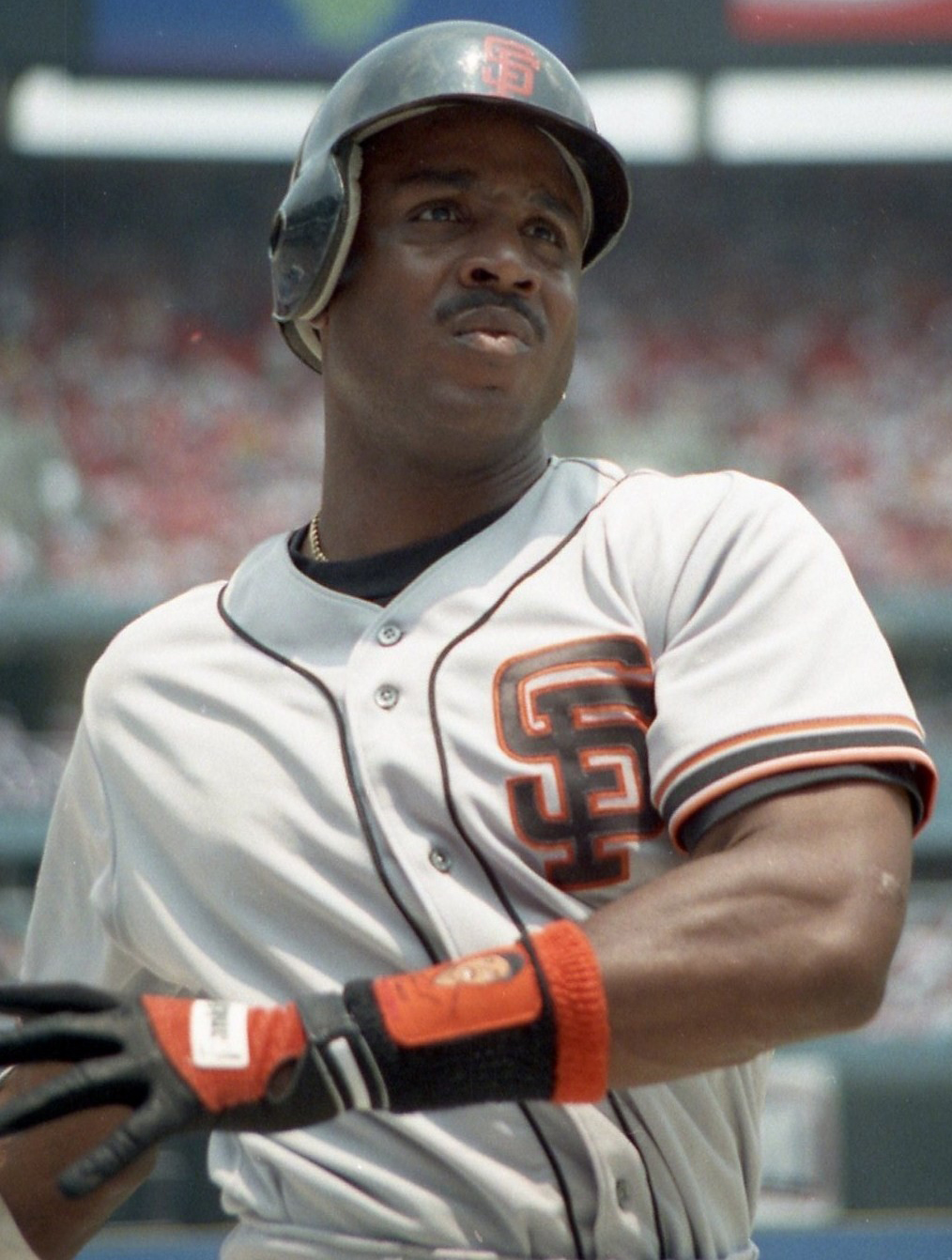
Barry Bonds.

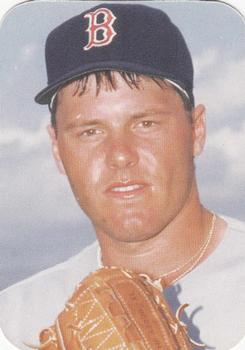
Roger Clemens.

Det finns en mängd utmärkelser som delas ut under och efter varje säsong. De mest prestigefyllda listas nedan.

### Most Valuable Player Award
Most Valuable Player Award (MVP Award) tilldelas sedan 1931 den mest värdefulla spelaren i vardera ligan NL och AL. Pristagarna utses av journalister som är medlemmar i Baseball Writers' Association of America (BBWAA). Barry Bonds har flest med sju priser.

### Cy Young Award
Cy Young Award tilldelas sedan 1956 den bästa pitchern i vardera ligan NL och AL. 1956–1966 utsågs dock bara en pitcher i hela MLB. Pristagarna utses av journalister i BBWAA. Priset har uppkallats efter Cy Young, en pitcher som i slutet av 1800-talet och i början av 1900-talet vann 511 matcher och anses vara en av de bästa genom alla tider. Roger Clemens har flest med sju priser.

### Rookie of the Year Award
Rookie of the Year Award tilldelas sedan 1947 den bästa nykomlingen (rookien) i vardera ligan NL och AL. 1947–1948 utsågs dock bara en spelare i hela MLB. Pristagarna utses av journalister i BBWAA. Priset benämns även "Jackie Robinson Award" efter Jackie Robinson, som var den första att vinna priset.

### Gold Glove Award
Gold Glove Award tilldelas sedan 1957 nio spelare, en per position på planen, i vardera ligan NL och AL för sina defensiva kvaliteter. 1957 utsågs dock bara nio spelare i hela MLB. Sedan 2022 utses även en tionde spelare, en så kallad utility player. Pristagarna utses av ligornas tränare. Sedan 2013 räknas dock cirka en fjärdedel av rösterna fram med hjälp av en statistikkategori som kallas SABR Defensive Index (SDI), vilken har utformats av Society for American Baseball Research (SABR) i samarbete med handsktillverkaren Rawlings, som sponsrar priset. Greg Maddux har flest med 18 priser.

### Silver Slugger Award
Silver Slugger Award tilldelas sedan 1980 nio spelare, en per position på planen, i vardera ligan NL och AL för sina offensiva kvaliteter. I AL, och sedan 2022 även i NL, ges dock inget pris till pitchers eftersom dessa inte är slagmän, däremot ges pris till designated hitters. Sedan 2022 utses även en tionde spelare, en så kallad utility player. Pristagarna utses av ligornas tränare. Barry Bonds har flest med tolv priser.

## Upplöstamajor leagues

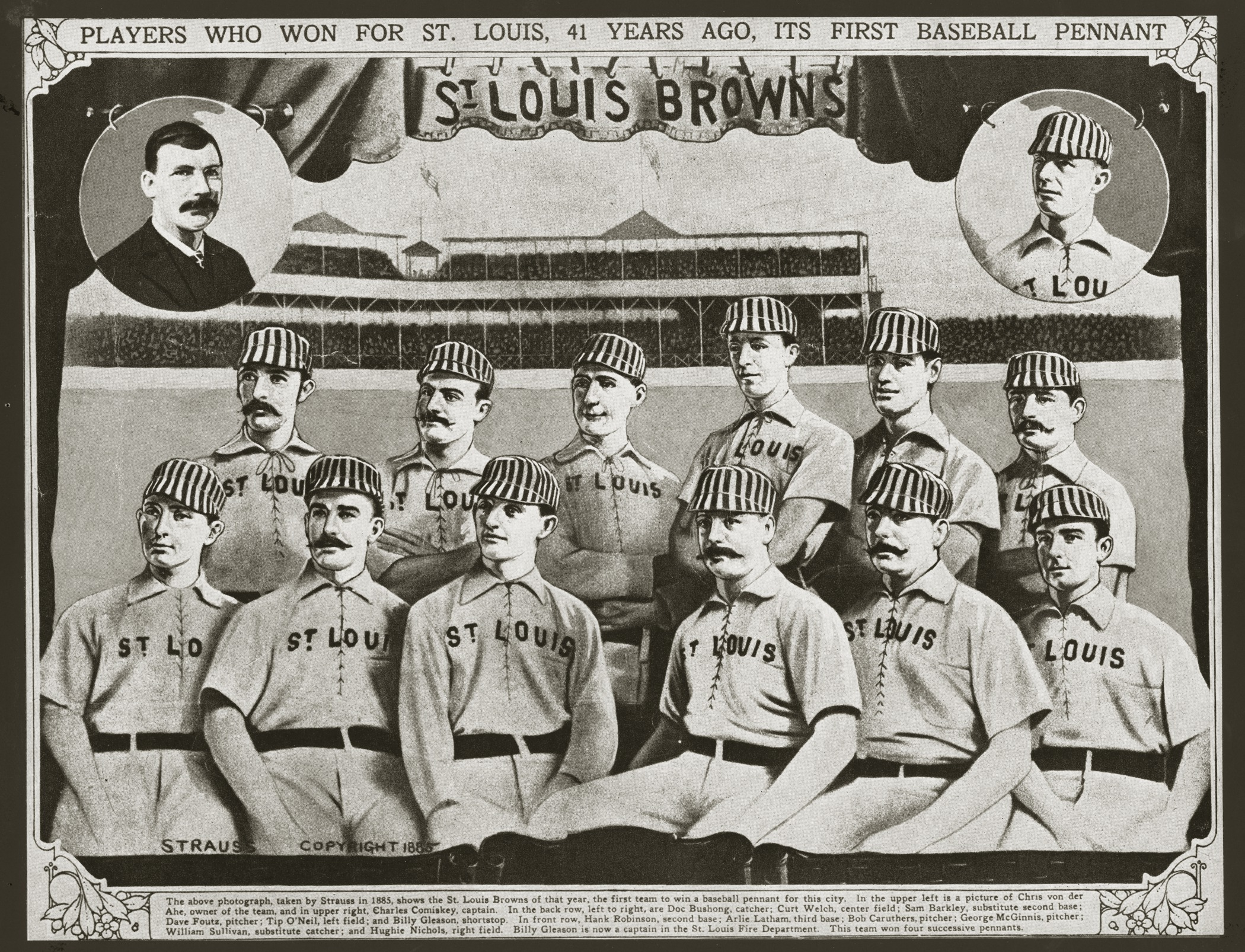
American Association-klubben St. Louis Browns spelartrupp 1885.

Efter beslut av en kommitté som tillsattes av MLB:s dåvarande kommissarie William Eckert 1968 räknas följande ligor, förutom NL och AL, som major leagues:
- American Association (1882–1891)
- Union Association (1884)
- Players' League (1890)
- Federal League (1914–1915)

Den allra första proffsligan i baseboll, National Association (1871–1875), exkluderades på grund av dess oregelbundna spelschema och regelverk.
I december 2020 beslutade MLB officiellt att även vissa Negro leagues, verksamma under en period när afroamerikaner och andra minoriteter inte tilläts spela i MLB, skulle räknas som major leagues:
- Negro National League (I) (1920–1931)
- Eastern Colored League (1923–1928)
- American Negro League (1929)
- East–West League (1932)
- Negro Southern League (I) (1920–1936) (bara 1932 räknas)
- Negro National League (II) (1933–1948)
- Negro American League (1937–1962) (bara 1937–1948 räknas)

Dessa ligors statistik införlivades med MLB:s i maj 2024.

## Svenska spelare
Fem MLB-spelare har varit födda i Sverige, men bara två av dem spelade mer än två matcher.
| Spelare           | Klubb(ar)                                             | Säsong(er)            | M   | W–L   | ERA   | SO  | AVG   | HR | RBI |
| ----------------- | ----------------------------------------------------- | --------------------- | --- | ----- | ----- | --- | ----- | -- | --- |
| Charlie Bold      | St. Louis Browns                                      | 1914                  | 2   | –     | –     | –   | 0,000 | 0  | 0   |
| Eric Erickson     | New York Giants/Detroit Tigers/Washington Senators    | 1914, 1916, 1918–1922 | 145 | 34–57 | 3,85  | 367 | 0,179 | 1  | 21  |
| Charlie Hallstrom | Providence Grays                                      | 1885                  | 1   | 0–1   | 11,00 | 0   | 0,000 | 0  | 0   |
| Beany Jacobson    | Washington Senators/St. Louis Browns/Boston Americans | 1904–1907             | 88  | 22–46 | 3,19  | 195 | 0,117 | 0  | 4   |
| Axel Lindstrom    | Philadelphia Athletics                                | 1916                  | 1   | 0–0   | 4,50  | 1   | 0,500 | 0  | 1   |